# クルクラーレリ
クルクラーレリ（トルコ語: Kırklareli）は、トルコのヨーロッパ側、東トラキアにある都市。クルクラーレリ県に属する。黒海に面する。

## 地名
街が建設されたとき、どのような地名であったのかは定かでない。ビザンティン帝国時代はギリシャ語で「40の教会」と意味するサランタ・エクリシエス（Σαράντα Εκκλησιές）と呼ばれたが、14世紀になってトルコ語のクルク・キリセ（Kırk Kilise）に改称された。トルコ共和国が誕生し、1924年12月20日にオスマン帝国のサンジャクという行政区分が都市に変わると現在のクルクラーレリに改称された。ブルガリア語では「ブドウ畑の街」という意味でロゼングラト（Лозенград / Lozengrad）と呼ばれる。現在のクルクラーレリという地名は1924年以前にも数年前から使われていた。たとえば1912年から1913年のバルカン戦争に関する現代文学作品にもその名が見える。

## 歴史
現在も続けられている遺跡の発掘事業では旧石器時代から新石器時代にかけての考古物が見つかっており、この地がヨーロッパ大陸で初めての体系的な「ムラ」であったとする説もある。
紀元前513年から512年にかけ、遠征中のダレイオス1世により一帯がアケメネス朝に征服された。
1363年にはムラト1世の遠征により、ビザンティン帝国からオスマン帝国に支配者が移った。
1821年から1829年にかけて勃発したギリシャ独立戦争で被害を蒙った。
1878年にはブルガリア人が6500人、トルコ人が2500人、ギリシャ人が2000人それぞれ住んでいた。1906年から1907年のオスマン帝国国勢調査（「1830年から1914年にかけてのオスマンの人口統計、人口学・社会学上の特徴」ケマル・H・カルパト 著）によると、クルク・キリセの宗派別人口構成はイスラム教が2万2022人、ギリシャ正教会が1万4154人、ブルガリア正教会が1599人、ユダヤ教が789人であった。
1912年から1913年にかけてのバルカン戦争ではブルガリア軍に占領され、第一次世界大戦後はギリシャに支配されたものの、1919年から1922年にかけてのトルコ独立戦争中、1922年11月10日にトルコが奪還した。1923年にギリシャとトルコとの間で交わされた住民交換協定により、クルク・キリセのギリシャ系住民はギリシャに渡り、ギリシャで暮らしていたトルコ人が入植してきた。そのトルコ人の大多数は、1912年の第一次バルカン戦争までテッサロニキに住んでいた。同年のローザンヌ条約により、クルクラーレリ県の西の境をトラキアにおける国境とすることで正式に合意された。

### クルクラーレリのメグレノ＝ルーマニア人
1923年、ギリシャ北部のメグレノ＝ルーマニア人地域で唯一のムスリム村落であるノティア村の村民3700人のほとんどがエディルネ地方に入植した。クルクラーレリにも110以上の家族がやってきて、近郊の村々には400家族、2000人近くが入植した。そのうち、500人がクルクラーレリにやってきて文化的にトルコ人に同化した。現在では彼らのほとんどがトルコ語を主とするが、家庭内ではメグレノ＝ルーマニア語も話される。

## 文化遺産

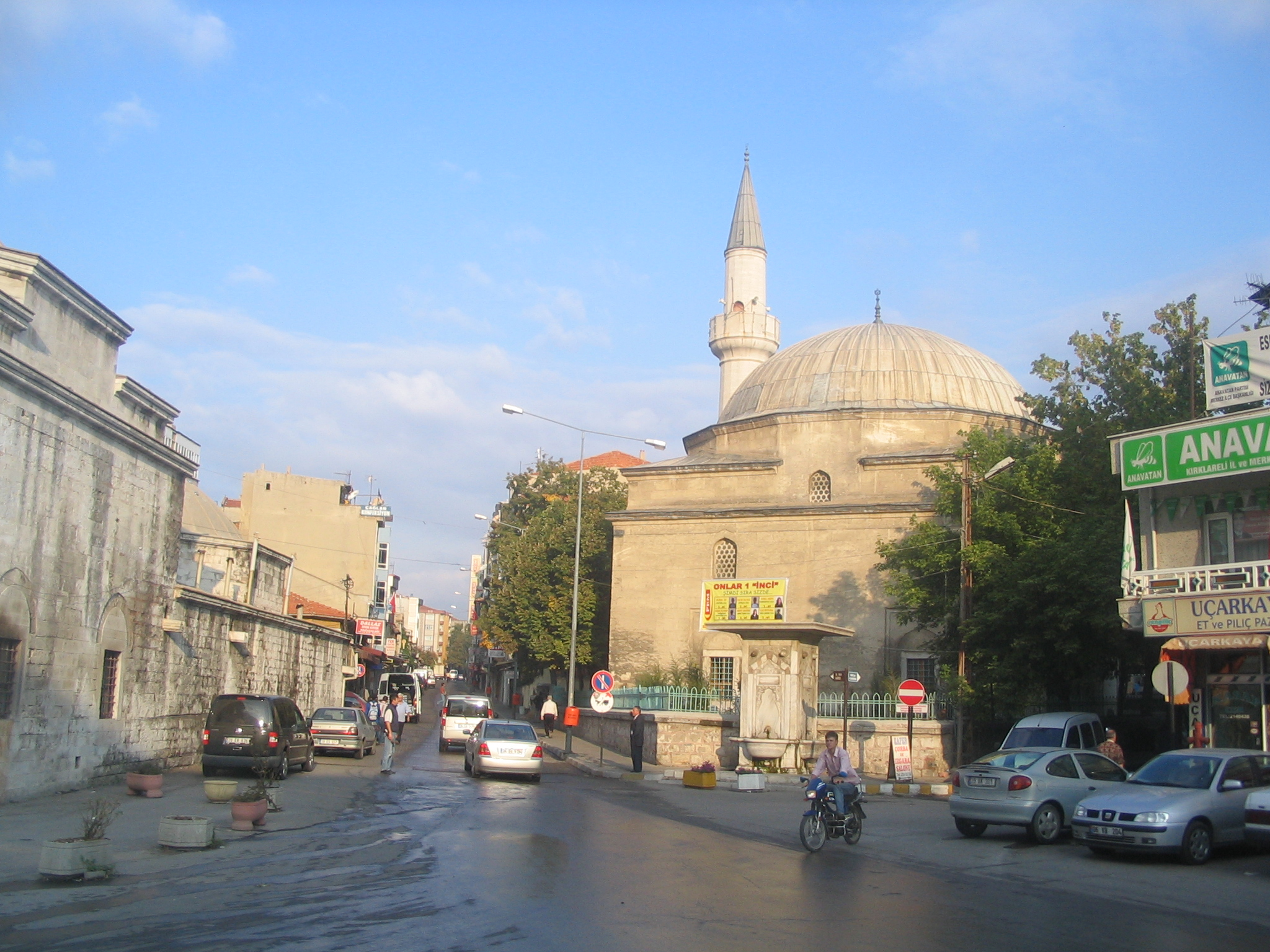
フズール・ベイ・モスクとキュリエはオスマン帝国時代の1383年に築かれた

- フズール・ベイ・キュリエ - フズール・ベイ・モスク、フズール・ベイ浴場とアラスタ（市場）から成るキュリエ（複合宗教施設）。
- フズール・ベイ・モスク - 1383年にカセ・ミハルザーデ・フズール・ベイによって設計された中心街の広場に建つ。1824年にユスーフ・パシャにより修復された。石造りで、ミナレット（尖塔）を1つ有する。今でも現役で、礼拝堂と庭園の壁は後世に築かれた。
- フズール・ベイ浴場 - 1383年にカセ・ミハルザーデ・フズール・ベイによって建てられた。中心街に位置し、アラスタとは隣り合っている。男湯と女湯の2つの入り口があり、「一対の浴場」と呼ばれる。1683年から1704年にかけてハジュ・フュセイン・アーにより修復されたことが女湯の碑文に刻まれている。外壁には粗い砂岩が使われている。今でも現役で、オスマン建築を伝える伝統的なトルコ風呂である。
- アラスタ - フズール・ベイ浴場と隣り合う、T字をした市場。1704年に修復された。
- ユダヤ人地区 - 歴史ある街並み。
- ドゥプニサ洞窟 - トラキア地方で唯一、観光客に開放されている洞窟で、今から400万年前に形作られたとされる。古代にはディオニュソスの儀礼「スパラグモス」（牛の八つ裂き）が行われた。